# Красилов, Валентин Абрамович
Валентин Абрамович Красилов (1 декабря 1937, Киев — 10 февраля 2015, Хайфа) — советский, российский и израильский палеоботаник, палеоэколог, эволюционный биолог и философ.

## Биография
Родился 1 декабря 1937 года в Киеве.
В 1955 году поступил на геологический факультет Харьковского государственного университета, который окончил в 1960 году по специальности «Геологическая съемка и поиск месторождений полезных ископаемых» с квалификацией «Инженер-геолог».

### Работа
- 1961—1972: Дальневосточный геологический институт ДВНЦ АН СССР (Владивосток), младший научный сотрудник лаборатории стратиграфии и палеонтологии.
- 1972—1989: Биолого-почвенный институт ДВНЦ АН СССР (Владивосток), заведующий лабораторией палеоботаники, заведующий отделом эволюционной биологии (с 1977).
- 1989—1994: Всесоюзный научно-исследовательский институт охраны природы и заповедного дела (Москва), директор.
- 1994—2006: Палеонтологический институт РАН (Москва), заведующий лабораторией палеоботаники.
- 2001—2015: Институт эволюции Хайфского университета, заведующий лабораторией палеоботаники.

Скончался 10 февраля 2015 года в Хайфе.

### Семья
- Отец — Абрам Викторович Красилов (1899—1963), экономист.
- Мать — Тамара Львовна Красилова (Варшавская, 1914—2004), учительница.
- Жена — София Степановна Баринова, альголог, эколог.
  - Дочь — Катрин Красилова, филолог.

## Научная деятельность

### Научные труды
Автор более 400 научных публикаций, в том числе 22 монографий по стратиграфии, палеоботанике, различным вопросам эволюционной биологии.

#### Диссертации
- 1965: «Раннемеловая флора Южного Приморья и её значение для стратиграфии» (кандидатская).
- 1973: «Палеоэкология растений и экостратиграфическая корреляция континентальных толщ» (докторская).

#### Монографии
- Красилов В. А. Раннемеловая флора Южного Приморья и её значение для стратиграфии. М.: Наука. 1967. 364 с.
- Красилов В. А. Палеоэкология наземных растений. Основные принципы и методы. — Владивосток, 1972.
- Красилов В. А. Мезозойская флора реки Буреи. М.: Наука. 1972. 152 с.
- Красилов В. А. Цагаянская флора Амурской области. М.: Наука. 1976. 92 с.
- Красилов В. А. Эволюция и биостратиграфия. — М.: Наука, 1977. — 256 с.
- Красилов В. А. Меловая флора Сахалина. М.: Наука. 1979. 182 с.
- Красилов В. А., Зубаков В. А., Шульдинер В. И., Ремизовский В. И. Экостратиграфия. Теория и методы. Владивосток: ДВНЦ АН СССР. 1985. 148 с.
- Красилов В. А. Нерешённые проблемы теории эволюции. — Владивосток: ДВНЦ АН СССР, 1986. — 138 с.
- Красилов В. А. Происхождение и ранняя эволюция цветковых растений. — М.: Наука, 1989. — 264 с.
- Красилов В. А. Охрана природы: принципы, проблемы, приоритеты. М.: Ин-т охраны природы и заповед. дела. 1992. 174 с.
- Очев В. Г., Красилов В. А. Палеонтология и палеоэкология. Словарь-справочник. М.: Недра. 1995. 494 с.
- Krassilov V.A. Ecosystem and egosystem evolution. Sophia: Pensoft. 1995. 176 p.
- Красилов В. А. Метаэкология. Закономерности эволюции природных и духовных систем. М.: ПИН РАН. 1997. 208 с.
- Krassilov V. A. Angiosperm Origins: Mophological and Ecological Aspects. Sophia: Pensoft. 1997.
- Krassilov V. A. Terrestrial palaeoecology and global change. Sophia: Pensoft. 2003. 464 p.
- Krassilov V. A., Lewy Z., Nevo E. Late Cretaceous (Turonian) Flora of Southern Negev, Israel. Sophia: Pensoft. 2005. 252 p.
- Krasilov V. A., Rasnitsyn A. P. Plant-arthropod interactions in the early angiosperm history: evidence from the Cretaceous of Israel. — Pensoft Publishers, 2008. — 229 p.
- Krassilov V. A. Cercidiphyllum and Fossil Allies: Morphological Interpretation and General Problems of Plant Evolution And Development. Sofia-Moscow: Pensoft Pub. 2010. 151 p.
- Krassilov V. A. Evolution: System theory. Sofia, Bulgaria: Pensoft. 2014. 414 p.

## Таксоны
Биологические таксоны, названные в честь В. А. Красилова:

### Растения
- Antronoides krassilovi Vasilenko & N. Maslova, 2015 — столбчатый галл на листьях Platimeliphyllum snatolense N. Maslova, верхнепалеоценовые отложения Камчатки[2]
- Archaranthus krassilovii N. Maslova & Kodrul, 2003 — тычиночное соцветие из нижнепалеоценовых отложений Амурской области[3]
- Cornus krassilovii Manchester, Xiang & Kodrul, Akhmetiev, 2009 — листья семейства Cornaceae из нижнепалеоценовых отложений Амурской области[4]
- Doliostomia krassilovii Meyen & Gomankov, 1986 — листья птеридоспермов из верхнепермских отложений Московской синеклизы[5]
- Krassilovia Herrera, Shi, Leslie, Knopf, Ichinnorov, Takahashi, Crane & Herendeen, 2015 — женская шишка вольциевых хвойных из альб-аптских отложений Монголии[6]
- Krassilovianthus N. Maslova, Tekleva & Remizowa, 2012 — тычиночное соцветие из сеноман-туронских отложений Западного Казахстана[7]
- Krassilovidendron Sokolova, Gordenko & Zavialova 2017 — ископаемый род хвойных, наиболее древний представитель секвойевых из альб-сеноманских отложений Западной Сибири[8]
- Krassiloviella Shelton, Stockey, Rothwell & Tomescu, 2016 — ископаемый плеврокарповый мох семейства Tricostaceae, нижнемеловые отложения острова Ванкувер[9]
- Lonicera krassilovii Pavlyutkin, 2015 — листья семейства Жимолостных (Caprifoliaceae) из миоцена Приморья
- Phoenicopsis krassilovi Kiritchkova, 2002 — пучки листьев (порядок Czekanowskiales) из нижнего мела Монголии (местонахождение Бон-Цаган)
- Platimeliphyllum valentinii Kodrul & N. Maslova, 2007 — листья из нижнего палеоцена Амурской области[10]
- Pseudotorellia krassilovii Bugdaeva, 2009 — облиственный побег (семейство Pseudotorelliaceae) из аптских отложений Раздольненского бассейна, Южное Приморье[11]

### Животные
- Krassiloviolini Fedotova & Perkovsky
- Krassiloviola Fedotova & Perkovsky — ископаемый род галлиц (семейство Cecidomyiidae), наиболее древний представитель педогенетических галлиц из сантонского янтаря Таймыра.
- Pantelusa krassilovi Vassilenko, 2014 — ископаемый вид стрекоз из отложений турона Израиля (местонахождение Герофит, свита ора).